# Karl Marx: a Vida e a Época
Karl Marx: a Vida e a Época (em inglês:  Karl Marx: His Life and Environment) é uma biografia de Karl Marx por Isaiah Berlin publicada em 1939. Berlin argumenta que o sistema de ideias de Marx depende de pressupostos metafísicos indefensáveis.

## Recepção académica
O estilo de escrita de Berlim foi elogiado por David McLellan, e John Gray.
O historiador Peter Gay escreveu que Karl Marx: a Vida e a Época é uma das melhores análises da teoria marxista da alienação na literatura sobre Marx e Hegel e, nas suas qualidades, distingue-se pela sua lucidez.